# Sytuacja prawna i społeczna osób LGBT w Wietnamie

## Prawo wobec kontaktów homoseksualnych
Lesbijki, geje, biseksualiści i transseksualiści (osoby LGBT) mogą się spotkać w Wietnamie z trudnościami, których nie spotykają osoby nie-LGBT. Kontakty homoseksualne, zarówno kobiet, jak i mężczyzn, są w tym kraju legalne, jednak rozwiązania prawne, na przykład dotyczące wspólnego gospodarstwa, nie sprzyjają osobom LGBT tak jak osobom heteroseksualnym.
Kontakty homoseksualne nie są przestępstwem pod warunkiem, że dotyczą nieobscenicznych, prywatnych czynów pomiędzy dwiema osobami, które osiągnęły wiek przyzwolenia. Wiek osób legalnie dopuszczających się kontaktów homo- i heteroseksualnych jest równy i wynosi 18 lat.

### Historia
Wielu historyków twierdzi, że kontakty homoseksualne nigdy nie były ujęte w kodeksie karnym tego kraju jako czyn zabroniony.

## Ochrona prawna przed dyskryminacją
Wietnamskie prawo nie gwarantuje żadnego zakazu dyskryminacji przez wzgląd na orientację seksualną.

### Azyl
Wietnamskie przepisy prawne nie przyznają prawa osobom do ubiegania się o azyl polityczny z powodu prześladowań przez wzgląd na orientację seksualną we własnym kraju.

## Uznanie związków osób tej samej płci
W wietnamskim ustawodawstwie nie istnieje żadna prawna forma uznania związków jednopłciowych. Małżeństwo jest definiowane w prawie jako związek dwóch dorosłych osób przeciwnej płci. Pomimo tego, że związki osób tej samej płci nie zostały zakazane przez konstytucję, prawo nie uznaje małżeństw osób tej samej płci, związków partnerskich czy konkubinatów jednopłciowych. W 2000 poprzednie prawo przeciwko wszystkim formom koabitacji zostało zastąpione przez parlament nowym prawem małżeńskim.

## Adopcja dzieci przez pary jednopłciowe
Pary jednopłciowe nie mają w Wietnamie prawa do adopcji dzieci – zarówno tych z domu dziecka, jak i tych, których jedna z osób jest rodzicem biologicznym.

## Życie osób LGBT w kraju
W 2000 Bùi Anh Tấn, dziennikarz zajmujący się sprawami kryminalnymi, wydał nowelę Świat bez kobiet (wiet. Một Thế Giới Không Có Đàn Bà), która była pierwszą wietnamską fikcyjną książką szeroko obejmującą tematykę gejów. W 2007 historia ta została przedstawiona jako serial telewizyjny.
W 2001 badanie przeprowadzone wśród Wietnamczyków wykazało, że 82% z nich uważa homoseksualizm za nie do przyjęcia. Ta społecznie konserwatywna moralność jest uważana za wynik konfucjańskiego nacisku na rodzinę i tradycję. W 2002 państwowe media określiły homoseksualizm jako „społeczne zło”, mające wagę podobną do prostytucji, hazardu czy nielegalnego kontaktu z narkotykami i obiecały, że prawodawstwo wkrótce będzie pozwalało rządowi zwalczać homoseksualizm oraz aresztować gejowskie pary. Publikacje takie jak Thế Giới Phụ Nữ i Tiếp Thị Và Gia Đình opisują homoseksualizm jako chorobę i „zboczone zachowanie, które jest niezgodne z zasadami moralnymi i uświęconymi tradycją zwyczajami Wietnamu”. Aczkolwiek istnieją pewne przejawy wskazujące na istnienie bardziej liberalnych opinii w tym kraju. W tym samym roku, w którym państwowa prasa nazwała homoseksualizm „społecznym złem”, Gazeta Komunistycznej Młodzieży poruszyła temat homoseksualizmu, twierdząc, że „niektórzy ludzie rodzą się gejami tak jak niektórzy rodzą się leworęczni”.
W 2007 Uniwersytet Pedagogiczny w Ho Chi Minh przeprowadził ankietę wśród trzystu uczniów w trzech gimnazjach i trzech szkołach średnich i okazało się, że na pytanie „Czy homoseksualizm jest zły?” 80% z nich odpowiedziało „Nie”.
We wrześniu 2010 Tuổi Trẻ Online, internetowa edycja gazety Tuổi Trẻ, opublikowała list osiemnastoletniego czytelnika opisującego trudny okres spędzony z własną rodziną po tym jak wyszło na jaw, że jest gejem. Publikacja doczekała się setek wspierających odpowiedzi napisanych przez innych czytelników oraz została podsumowana wywiadem z doktorem Huỳnh Văn Sơn, dziekanem Wydziału Psychologii Uniwersytetu Pedagogicznego w Ho Chi Minh. Po raz pierwszy czołowe państwowe media zgodziły się z opinią, że „homoseksualizm jest normalny”. 29 listopada 2010 pierwszy jednopłciowy ślub obcokrajowców odbył się w stolicy Wietnamu, Hanoi. Został zawarty pomiędzy Japończykiem a Irlandczykiem. Wydarzenie to skierowało uwagę na społeczność gejów i lesbijek w Wietnamie.
Wypowiedź kontrowersyjnego reżysera filmowego, Lê Hoànga, okazała się liberalnym akcentem, kiedy stwierdził on, że chociaż homoseksualizm jest chorobą psychiczną, „Zalety takie jak moralność, talent i godność nie są zależne od seksualności”.
Pandemia HIV i AIDS nałożyła presję na rząd, by ten zajął się problemem mężczyzn mających kontakty seksualne z mężczyznami, nie zważając na ich stan cywilny oraz na to, z jaką orientacją seksualną się identyfikują. W 2006 rząd uchwalił prawo chroniące obywateli zakażonych wirusem HIV i chorych na AIDS przed dyskryminacją i orzekające o darmowej opiece zdrowotnej dla wszystkich obywateli.